# Élyse Robineault
Élyse Robineault est une chanteuse québécoise née le 28 février 1980. Elle s'est d'abord fait connaître pour sa participation à l'émission de télévision Star Académie en 2003. À la suite de son élimination dans les premières semaines de l'émission, elle coanime à quelques reprises l'émission Francoeur Show, avec Lucien Francoeur.
En 2006, elle lance son premier album intitulé Sortilège dont elle est l'auteur, compositeur et interprète. Le 21 septembre 2007, Élyse annonce la sortie d'un mini-album de 5 titres en anglais The Open Book, lancé sous le nom de Liz Robin. Elle forme un groupe hommage à The Cranberries, The Berry Shandy, avec d'autres musiciens. Par la suite, le groupe décide de composer leurs propres morceaux et s'allient sous le nom d'Elyse & the Affair. Il sort un album EP There Soon.   

## Discographie
Sortilège : date de parution: février 2006
1. Prends ton élan - 3:39
2. Lâche - 3:34
3. Libère-moi - 3:51
4. Quite sure - 3:12
5. Je te veux - 3:50
6. L'entracte - 1:22
7. Sortilège - 3:42
8. Encore - 4:02
9. Drôle d'alliés - 3:40
10. La sentence - 2:43
11. La lettre - 3:37
12. Y'a rien - 3:21—Edition privée --

Elyse chante André Pepin
1. Un ange
2. Je respire et je désire
3. Un soupir